# HMS Tapper (81)
HMS Tapper (81) var en bevakningsbåt i svenska marinen av Tapper-klass. Hon utrangerades 2011 från Försvarsmakten och såldes till en köpare i Oskarshamn där hon numera står på Liljeholmskajen. HMS Tapper är hittills den enda bevakningsbåt av Tapper-klassen som utrangerats. Alla övriga 11 båtar i klassen kommer att renoveras och livstidsförlängas och sex st kommer att byggas om till spaningsbåtar för ubåtsjakt inomskärs. 